# بيري (كيبك)
بيري (بالإنجليزية: Berry, Quebec)‏ هي بلدية محلية في كيبيك تقع في كندا في Abitibi Regional County Municipality. يقدر عدد سكانها بـ 625 نسمة ومساحتها 574.40 كم2 .